# Victor Wagner
Victor Wagner Pedersen (født 18. marts 1996) er en dansk fodboldspiller der spiller for Varde IF.

## Karriere
Victor Wagner startede sin karriere i Esbjerg fB, inden han i sommeren 2013 skiftede til Wolverhampton F.C. på en etårig ungdomskontrakt på option på et års forlængelse. Efter et år i Wolverhampton skiftede han tilbage til Esbjerg fB, hvor han spillede i efteråret 2014.

### Varde IF
Han spillede i foråret 2015 for Varde IF i 2. division.

### FC Vestsjælland
Den 6. juli 2015 blev det offentliggjjort, at Wagner havde skrevet under på en toårig kontrakt med FC Vestsjælland. Han fik sin debut i ligaen den 25. juli mod Silkeborg IF. Han scorede sit første mål mål for FC Vestsjælland i en pokalkamp mod Frem Sakskøbing.

### Thisted FC
Han skiftede den 7. februar 2016 til Thisted FC.

### Nybergsund IL-Trysil
Den 1. juli 2016 skiftede Wagner til Nybergsund IL-Trysil.
Han var i 2017-sæsonen fast startende i klubbens forsvar. Han forlod imidlertid Nybergsund i løbet af 2018.
Han var i sommeren 2018 til prøvetræning i AC Horsens, hvilket dog ikke resulterede i en kontrakt. I september 2018 var han til prøvetræning i FC Fredericia.

### Næstved Boldklub
Wagner var i januar 2019 til prøvetræning i Næstved Boldklub i et forsøg på at tilspille sig en kontrakt. Den 31. januar 2019 blev det så offentliggjort, at Wagner skiftede hertil på en fri transfer.